# Téteghem-Coudekerque-Village
Téteghem-Coudekerque-Village es una comuna nueva francesa situada en el departamento de Norte, de la región de Alta Francia.

## Historia
Fue creada el 1 de enero de 2016, en aplicación de una resolución del prefecto de Norte de 30 de noviembre de 2015 con la unión de las comunas de Coudekerque-Village y Téteghem, pasando a estar el ayuntamiento en la antigua comuna de Téteghem.

## Demografía
| Gráfica de evolución demográfica de Téteghem-Coudekerque-Village entre 1800 y 2013 |
|                                                                                    |

Los datos entre 1800 y 2013 son el resultado de sumar los parciales de las dos comunas que forman la nueva comuna de Téteghem-Coudekerque-Village, cuyos datos se han cogido de 1800 a 1999, para las comunas de Coudekerque-Village y Téteghem de la página francesa EHESS/Cassini. Los demás datos se han cogido de la página del INSEE.

## Composición
| Comuna delegada     | Código INSEE | Población (2013) | Superficie (km²) | Densidad (hab./km²) |
| ------------------- | ------------ | ---------------- | ---------------- | ------------------- |
| Coudekerque-Village | 59154        | 1250             | 12.03            | 104                 |
| Téteghem            | 59588        | 6952             | 18.41            | 378                 |